# Célula caliciforme
Célula caliciforme ou célula em "gobelet" ("cálice", em francês)  é uma célula colunar (também chamada de prismática ou cilíndrica) encontrada nos epitélios das mucosas dos tratos respiratório e digestivo. São células glandulares polarizadas (apenas secretam numa porção da membrana celular) do tipo mucoso. Elas secretam mucina, que se dissolve na água formando muco. Elas usam tanto os mecanismos apócrino e merócrino para a secreção da mucina.

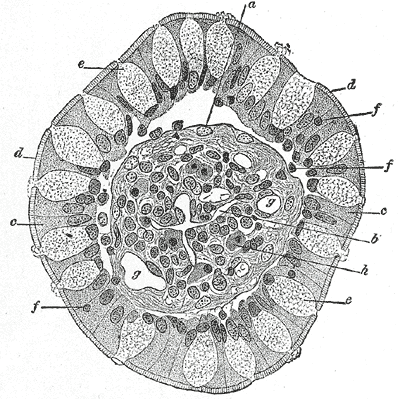
Células caliciformes no livro Gray's Anatomy.

As células caliciformes são facilmente identificadas pelo seu núcleo basal e restante volume celular ocupado por grandes e redondos grânulos de muco. Na visualização pelo microscópio óptico convencional, geralmente o tecido é submetido ao preparo histológico de inclusão em xilol, o que faz o muco ser removido. Na coloração de rotina em HE (hematoxilina e eosina) a região dos grandes e redondos grânulos de muco é visto em coloração clara.

## Localização
Encontram-se espalhadas pelos limites epiteliais de alguns órgãos, tal como no trato intestinal e respiratório. Encontram-se dentro da traqueia, brônquio e bronquíolo no trato respiratório, intestino delgado e cólon no trato intestinal, e na conjuntiva da pálpebra superior do olho.
As células caliciformes podem ser um indício de metaplasia se forem encontradas no esôfago, como acontece no Esôfago de Barrett.

## Imagens adicionais

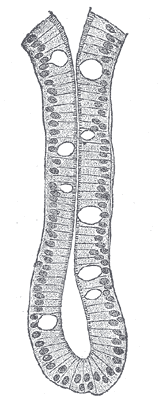
Glândula intestinal do intestino humano
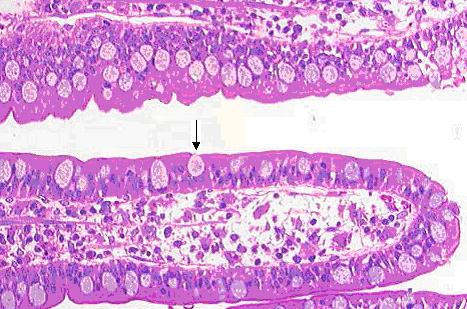
Célula caliciforme no íleo
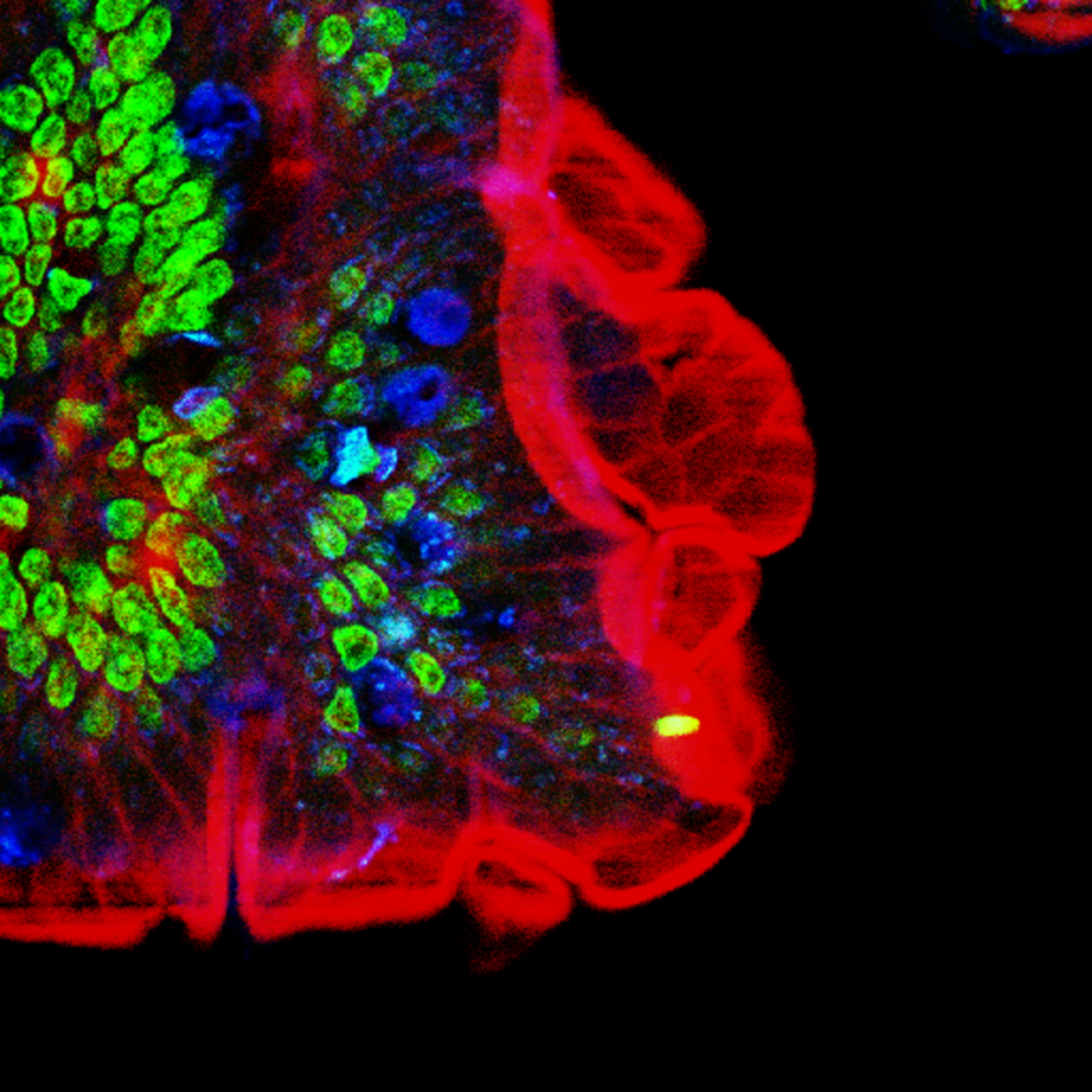
Muco das células de Goblet a azul
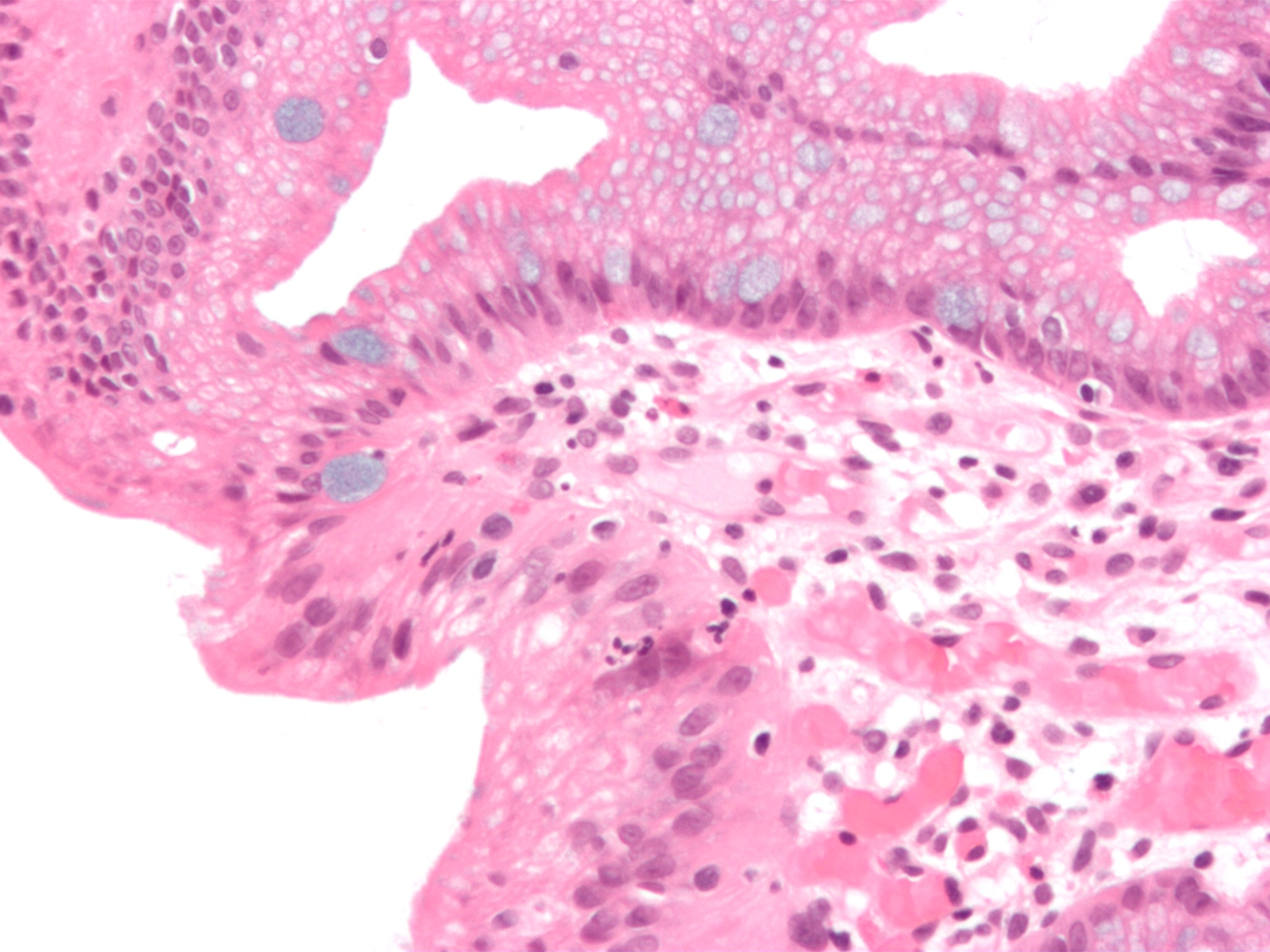
Células caliciformes (azul claro) no esôfago de Barrett